# شبشير الحصة
شبشير الحصة إحدى قرى مركز طنطا التابع لمحافظة الغربية بجمهورية مصر العربية.

## التاريخ
قرية شبشير الحصة من القرى القديمة، حيث وردت باسم «شبشير» في أعمال الغربية ضمن قرى الروك الصلاحي التي أحصاها ابن مماتي في كتاب قوانين الدواوين، كما وردت باسم «شبشير» في أعمال الغربية ضمن قرى الروك الناصري التي أحصاها ابن الجيعان في كتاب «التحفة السنية بأسماء البلاد المصرية».
وردت باسم «شبشير» في التربيع العثماني الذي أجراه الوالي العثماني سليمان باشا الخادم في عصر السلطان العثماني سليمان القانوني ضمن قرى ولاية الغربية، وفي تاريخ 1228هـ/1813م الذي عدّ قرى مصر بعد المسح الذي قام به محمد علي باشا باسم «شبشير الحصة» ضمن قرى مديرية الغربية، أضيفت كلمة الحصة لها لأنها تجاور حصة شبشير وتميزًا لها عن شبشير طملاي بالمنوفية.

## التعليم
تصل نسبة الأمية في القرية إلى 36.75% بين من تجاوزوا العاشرة من عمرهم، بينما تصل نسبة من حصلوا على تعليم جامعي إلى 3.22% من جملة السكان.

## السكان
بلغ عدد سكان شبشير الحصة 20,622 نسمة حسب تقدير عام 2018.
| السنة  | 1882 | 1897 | 1907 | 1927 | 1947 | 1960 | 1976 | 1986   | 1996   | 2006   | 2018   |
| ------ | ---- | ---- | ---- | ---- | ---- | ---- | ---- | ------ | ------ | ------ | ------ |
| القرية | 3044 | 2572 | 5250 | 4860 | 5391 | 6277 | 8489 | 11,373 | 13,333 | 15,519 | 20,622 |

## الأعلام
- إبراهيم أصلان (1935 - 2012) كاتب في الستينيات.[16]